# داينامايت (أغنية)
داينامايت (بالإنجليزية: Dynamite) هي أغنية للفرقة الكورية الجنوبية بي تي أس. تم إصدارها في 21 أغسطس 2020 من قِبل شركة بيغ هيت إنترتينمنت وشركة سوني للترفيه الموسيقي. وهي أول أغنية للفرقة مُسجلة باللغة الإنكليزية بالكامل. الأغنية كُتبت من قِبل ديفيد ستيوارت وجيسيكا أغومبار وأُنتجت من قِبل ديفيد ستيوارت. وهي أغنية ديسكو-بوب بهيجة وتحتوي على عناصر من موسيقى الفانك وموسيقى السول والـBubblegum pop. كما يُلاحظ في الأغنية جو موسيقى السبعينات إذ تحتوي خلفية الأغنية على صفقات وصدىً متردد للسنثسيزر وأبواق احتفالية.
الهدف من الأغنية بعث الراحة والبهجة للمستمعين وخصوصاً في ظل جائحة فيروس كوفيد-19. فالأغنية تحث على ذكر وتقدير الأشياء الصغيرة التي تجعل الحياة ثمينة. بعد إصدارها، تلقت «داينامايت» مراجعات إيجابية من النقّاد الموسيقيين. فأشادوا بجاذبيتها وأسلوبها الرجعي (retro) الجذاب. وكان لداينامايت الفضل في تلقي بي تي اس أول ترشيح لهم في جوائز القرامي في فئة أفضل أداء بوب ثنائي/ لفرقة. جاعلة من بي تي اس أول فنان بوب كوري في التاريخ يتم ترشيحه لهذه الجائزة.
حظيت داينامايت بنجاح تجاري كبير، إذ أنها ترسّمت في المركز الأول في ترتيب بيلبورد هوت 100 فأصبحت الأغنية رقم واحد الأولى للفرقة في الولايات المتحدة وجعلت من بي تي اس الفنان الكوري الأول في التاريخ الذي يتصدر هذا المخطط. نالت الأغنية 265,000 تنزيلاً في أول أسبوع من إصدارها. مسجلةً بذلك أكبر كمية مبيعات صافية في أسبوع منذ صدور أغنية تايلور سويفت Look what you made me do. كما بقيت الأغنية في المركز الأول في ترتيب بيلبورد هوت 100 لثلاث أسابيع وترسّمت في سبوتيفاي مع 7.778 مليون استماع مسجلة بذلك أكبر افتتاحية في أول يوم لأغنية في عام 2020. بالإضافة إلى ذلك، وصلت داينامايت للمركز الأول في كلا ترتيبي Billboard Global 200 و Billboard Global Excl. U.S. متصدرة الترتيب الثاني لثلاث أسابيع. حقق الفيديو الموسيقي للأغنية مليار مشاهدة في يوتيوب في 12 أبريل 2021.

## تسجيل الأغنية
داينامايت هي واحدة من الأغان القليلة التي لم يشارك أعضاء بي تي أس في كتابتها أو إنتاجها. ومن خلال عدة مقابلات مع الإعلام، شرح كُّتاب الأغنية ديفيد ستيوارت وجيسيكا أغومبار كيف تم صنع داينامايت. إذ علموا أنّ بي تي اس كانوا يبحثون عن أغنية سينغل باللغة الإنجليزية، فقام الثنائي بكتابة 3 أغان من خلال مكالمات زووم في أثناء بداية الحجر. جيسيكا وديفيد أرادا أن يصنعا أغنية «مفعمة بالطاقة، مرحة، تبعث الأمل، إيجابية وتبدو وكأنها كرة ضخمة من الطاقة». كشفت جيسيكا أغومبار عن بعض تفاصيل إنشاء الأغنية:
أردناها أن تكون متفجرة، ومن الواضح أن «متفجرة» تحولت فيما بعد إلى «داينامايت». كأي كلمة من هذا القبيل، كنت أفكر دائماًّ بالألعاب النارية والـ fireworks لأني معجبة بكيتي بيري. أردتُّ فقط شيئاًّ مليئاًّ بالطافة. لم يكن سطراًّ أو جملة معينة بل كانت حزمة من الأفكار: متفجر، ألعاب نارية، داينامايت، احتفال، مرح، طاقة، عالمية، سطوّ [..] لذا، كان على الأغنية فقط أن تماثل طاقة كل شيء محيط بـ بي تي اس، كانت شعوراًّ أكثر من كونها كلمات. «يجب أن يكون معيار الدقات في الدقيقة سريعاًّ، يجب أن نضع أبواقاًّ، يجب أن تكون الأغنية بهيجة..»
تم إرسال العينات لـ بيغ هيت ورئيس شركة كولومبيا رون بيري، وكانوا بي تي اس قد اختاروا أغنية أخرى قبل أن يغيروا رأيهم ويختاروا داينامايت بعدها بأسبوعين. تم إضافة اللمسات الأخيرة على الكلمات بمساعدة جينا أندروز وتم الانتهاء من تسجيل الأغنية كلياًّ في منتصف شهر يوليو 2020.

## الموسيقى والكلمات
داينامايت هي أغنية ديسكو-بوب مستوحاة من أسلوب موسيقى السبعينات مع وجود عناصر فيها من موسيقى الفانك والسول والـ Bubblegum pop. تم تلحين الأغنية في مقياس إيقاع 4/4 وفي المفتاح الموسيقي دو مرتفع صغير بسرعة إيقاع 114 دقة في الدقيقة. الأغنية مبنية على أسلوب verse-chorus. إذ تتبع التسلسل التآلفي: C♯m–F♯m7–B7sus–E ومن ثم D♯m-G♯m7–F♯ في المقطع الرئيسي. المدى الصوتي لأعضاء بي تي اس في الأغنية يتراوح من B3 إلى D♯5. وتم صنع الموسيقى في الأغنية بواسطة ديفيد ستيوارت الذي تولّى عزف الطبول، الآلات الإيقاعية، غيتار البيس، سنثسيزر وسنثسيزر البيس، البيانو، الغيتار الكهربائي والأوتار والأبواق المبرمجة بمساعدة جون ثيركل الذي تولى عزف الأبواق الحقيقية. الإنتاج المتمحور حول النغمة المرتفعة يحتوي على صفقات، أسلوب موسيقى الباونس والغروف، وفوقها نجد الكلمات المغنّاة في طبقة الفالسيتو التي "تم صنعها جاهزةً لساحة الرقص". فنجد أن الأغنية تستخدم طبقات الصوت الموضوعة فوق بعضها وصدى السنثسيزر والأبواق الاحتفالية لتخلق صوتاً شبيهاُ بموسيقى السبعينات.
أوضح شوقا في مؤتمر صحفي عن ما وراء الأغنية أنَّ: «داينامايت تحمل رسالة سعادة وثقة بالنفس، مثلما يكون الحال عندما تقع على الأرض فتحاول القيام مرة أخرى، هكذا هي الأغنية»". وفي مقابلة مع زين لاو في ابل ميوزك، قال آر إم أن: "الأغنية مكونة من شعور إيجابي، طاقة، أمل، حُب، نقاء، كل شيء". من ناحية الكلمات، الأغنية تحث على الاستمتاع وتقدير الأشياء الصغيرة التي تجعل الحياة ثمينة. كما أن الكلمات تحتوي على عدة إشارات لأشياء في الثقافة الشعبية مثل كينغ كونغ، ذا رولينج ستونز ولاعب كرة السلة الشهير ليبرون جيمس. اليسا بايلي من مجلة Elle فسرت كلمات داينامايت بأنها "فيض من السعادة نحتاج إليه، ودعوة من بي تي أس لننضم إليهم لنرقص ولنكون مضيئين حتى عدما يبدو العالم مظلماً قليلاً"

## الإصدار
في 26 يوليو 2020، بي تي إس أكدوا من خلال بث حي قاموا به على تطبيق في لايف أنهم سيقومون بإصدار سينغل باللغة الإنجليزية في 21 أغسطس 2020 وأنها أول سينغل من ألبومهم القادم. وقد قالوا في أثناء مناقشتهم عن الأغنية: «بسبب جائحة كوفيد 19، العالم يمر بأوقات عصيبة الآن ونحن أردنا أن نشارك بعضاً من الطاقة الإيجابية مع معجبينا». بعد يومٍ واحد من إعلان الخبر، تم إطلاق موقع إلكتروني يحتوي 7 عدادات تنازلية، كل عد تنازلي لإعلان جديد بشأن الأغنية. في 31 يوليو، شاركت الفرقة رابط حفظ مسبق للأغنية في سبوتيفاي وفي 2 أغسطس، أعلنت بيغ هيت عن أن السينغل سيكون بعنوان «داينامايت» وتم إطلاق الطلبات المسبقة للكاسيتات المخصصة للأغنية في الولايات المتحدة بالإضافة إلى النسخة الرقمية وموسيقى الأغنية، تم بيع نُسخ الأغنية المادية بالكامل في غضون ساعة واحدة. وتم إصدار جدول في اليوم التالي يُظهر وجود فيديوهين موسيقيين، 3 مقابلات مع قنوات أمريكية وأداء حي قادم للأغنية في حفل جوائز MTV 2020. أُصدرت داينامايت في 21 أغسطس 2020 ولحقها إصدار عدة ريميكسات أخرى مختلفة للأغنية.

## الفيديو الموسيقي
سبق إصدار الفيديو الموسيقي الرسمي لداينامايت إصدار فيديو تشويقي (teaser) مدته 28 ثانية نُشر في 18 أغسطس على قناة بيغ هيت في اليوتيوب. وقد أظهر الفيديو القصير مشاهد لأعضاء الفرقة مرتديين ملابس بألوان الباستيل واقفين أمام غروب الشمس. كما أظهر مقاطعَ لهم وهم يرقصون على أنغام «لحن ديسكو مرِح» بأزياء ذات طابع قديم. المقطع التشويقي الآن لديه 73 مليون مشاهدة في يوتيوب (ديسيمبر 2021).
في 20 أغسطس، بدأ عدٌ تنازلي حي في قناة بيغ هيت في اليوتيوب قبل 30 دقيقة من إصدار الأغنية. عندما تم العرض الأول للأغنية في الساعة السابعة صباحاً بتوقيت مكة يومها، حصد الفيديو 3 ملايين مشاهد حي في الوقت ذاته وكسر الرقم القياسي السابق لبلاكبينك (1.6 ملايين مشاهد حي لأغنية how you like that). وقام بتحقيق رقم قياسي جديد كأكبر عرض أول لفيديو موسيقي في تاريخ المنصة. أصبح فيديو داينامايت أسرع فيديو في اليوتيوب ينال 10 ملايين مشاهدة وذلك خلال 20 دقيقة فقط بعد الإصدار كما أصبح أكثر فيديو مشاهدةً في اليوتيوب في أول 24 ساعة من إصداره إذ نالَ 101.1 مليون مشاهدة واضعاً بذلك 3 أرقام قياسية جديدة في موسوعة غينيس. الفيديو الموسيقي لداينامايت هو أسرع فيديو في التاريخ يصل إلى 200 مليون مشاهدة وذلك في غضون أربعة أيام وعشرين ساعة بعد الإصدار كما أنه أسرع فيديو لفرقة موسيقية يصل لـ400 مليون مشاهدة وأسرع فيديو لفرقة ولفنان كوري يصل لـ500 مليون مشاهدة. أصبح فيديو داينامايت هو أسرع فيديو لفرقة بي تي اس يصل لمليار مشاهدة في اليوتيوب محققاً ذلك بيوم 12 أبريل 2021 وفي خلال 8 أشهر، وهو الفيديو الثالث لهم الذي وصل لمليار مشاهدة من بعد أغنيتي  DNA و Boy with Luv وهو أسرع فيديو لفنان كوري يحقق ذلك.

## الأداء التجاري
ترسمت داينامايت في مخطط سبوتيفاي العالمي مع 7.778 مليون استماع في أول يوم مسجلة بذلك أكبر ترسيم لأغنية في 2020.
في كوريا الجنوبية، ترسمت داينامايت في المركز السادس في مخطط غاون الرقمي. وصعدت للمركز الأول في الأسبوع التالي مسجلة الأغنية السابعة لـ بي تي اس التي تحقق المركز الأول  في كوريا والثانية لهم في 2020 بعد ON. وقد بقيت داينامايت في القمة لمدة 7 أسابيع متتالية متعادلة بذلك مع أغنية زيكو any song كأكثر الأغاني بقاءً في المركز الأول في المخطط. استعادت الأغنية مركزها الأول في المخطط في 31 أكتوبر مسجلة بذلك 11 أسبوع (لا متتاليين) في المركز الأول. داينامايت كانت الأغنية الأفضل أداءً في شهري سبتمبر وأكتوبر في كوريا الجنوبية اعتماداً على بيانات المبيعات الرقمية والاستماعات والتنزيلات.
في اليابان، ترسمت داينامايت في المركز السابع في مخطط Billboard Japan Hot 100 وصعدت بعدها بثلاث أسابيع للمركز الثاني. ووصلت الأغنية للمركز الأول في مخطط اليابان لاستماعات الأغاني مع أكثر من 10 ملايين استماع. وفي أسبوعها الحادي عشر، حصدت داينامايت 100 مليون استماعاً تراكمياً مسجلة بذلك رقماً قياسياُ جديداً كأسرع أغنية في التاريخ تقوم بذلك وثاني أغنية لفنان أجنبي في اليابان تصل لهذا العدد بعد أغنية اد شيران shape of you. وصلت الأغنية لـ250,000 تنزيلاً في 2021 وحصلت على شهادة بلاتينيوم من قِبل رابطة صناعة التسجيلات اليابانية (RIAJ) في فبراير.
في مخطط المملكة المتحدة لأغاني السينغل ترسمت داينامايت في المركز الثالث وأصبحت أكثر أغاني بي تي اس نجاحاً هناك. متخطية أغنيتهم السابقة Boy With Luv التي ترسمت في المركز الثالث عشر. وفي يناير 2021، كشفت شركة الجداول الرسمية أن دايناميت كانت خامس عشر أفضل أغنية مبيعاً في 2020 في المملكة المتحدة.
في الولايات المتحدة الأمريكية، ترسمت داينامايت في المركز الأول في مخطط بيلبورد هوت 100 وأصبحت بذلك الأغنية رقم واحد الأولى لـ بي تي اس في الولايات المتحدة ورابع أغنية لهم في أول عشر مراكز في المخطط. وبذلك أصبحوا بي تي اس أول فنان كوري بالكامل في التاريخ يترسم في المركز الأول في مخطط بيلبورد هوت 100 وأول فنان آسيوي يحقق المركز الأول في المخطط منذ أن فعلها كيو ساكاموتو في 1963. باعت داينامايت 300,000 وحدة في أسبوعها الأول متضمنة أقراص الفينيل والكاسيتات وحصدت 33.9 مليون استماع حسب الطلب و 11.6 مليون تشغيل راديو. كمات ترسمت داينامايت في قمة مخطط بيلبورد لمبيعات الأغاني الرقمية مع 265,000 تنزيل مسجلةً بذلك أكبر كمية مبيعات صافية في أسبوع منذ صدور أغنية تايلور سويفت Look what you made me do. داينامايت باعت 182,000 وحدة في أسبوعها الثانية متضمنة نسخ الريمكس وبقيت في المركز الأول في مخطط بيلبورد هوت 100 لأسبوعٍ ثان. وهي أول أغنية تحقق ذلك منذ أغنية ايروسميث I Don't Want to Miss a Thing في 1998. وفي أسبوعها الخامس في المخطط، عادت داينامايت للمركز الأول مجدداً للمرة الثالثة. في يناير 2021، أعلن بيلبورد أن داينامايت كانت الأغنية المنفردة رقم واحد في المبيعات في 2021 والأغنية الوحيدة التي نالت أكثر من مليون تنزيل. وقد كان أداء داينامايت بارزاً جداً لدرجة أنها تخطت ثاني أكثر أغنية مبيعاً (Blinding lights  لـ ذا ويكند) بأكثر من ضعفين ونصف.
في أثناء الأسبوع الافتتاحي لمخطط بيلورد Global 200 الذي يتتبع الأغاني الأكثر استماعاً ومبيعاً في أكثر من 200 منطقة حول العالم، ومخطط بيلبورد Global 200 باستثناء الولايات المتحدة، ترسمت داينامايت في المركز الثاني في كلا المخططين وصعدت للمركز الأول في ثاني أسبوع في مخطط بيلبورد Global 200 باستثناء الولايات المتحدة مع 67.4 مليون استماع و 18,000 تنزيل في المناطق خارج الولايات المتحدة وصعدت للمركز الأول في ثالث أسبوع في مخطط بيلبورد Global 200 مع 92.1 مليون استماع عالمياً و58,000 تنزيل عالمياً. وأصبحت بذلك الأغنية الأكثر استماعاً وتنزيلاً في العالم. بقيت داينامايت في المركز الأول في مخطط بيلبورد Global 200 باستثناء الولايات المتحدة لأسبوعين متتاليين وأصبحت أول أغنية على الإطلاق تتصدر كلا المخططين في الوقت ذاته. أمضت داينامايت أربعة أسابيع على قمة مخطط بيلبورد Global 200 وثمانية أسابيع على قمة مخطط بيلبورد Global 200 باستثناء الولايات المتحدة
في 9 مارس 2021، نشر الاتحاد الدولي للصناعة الفونوغرافية مخططه السنوي للأغاني وكانت داينامايت هي عاشر أكثر أغنية سينغل مبيعاً عالمياً في 2020 حاصدةً 1.28 مليار استماعاً كلياً عالمياً في أقل من خمسة شهور. وبعد أداء بي تي اس للأغنية في حفل جوائز القرامي الثالث والستون شهدت داينامايت ارتفاعاً بنسبة 2,748% في المبيعات وكانت الأغنية الأكثر مبيعاً في تلك الليلة. داينامايت هي رابع أغنية لـ بي تي اس تنال شهادة بلاتينيوم في الولايات المتحدة، لكنها أغنيتهم الأولى التي تنال شهادة بلاتينيوم مضاعفة من قِبل رابطة صناعة التسجيلات الأمريكية (RIAA) في 17 مارس. وفي 29 مارس؛ تعادلت داينامايت مع ديسباسيتو كأكثر الأغاني بقاءً في قمة مخطط الأغاني الرقمية. وكانت قد أمضت 31 أسبوعاً متتالياً في أول 50 مركز في ذلك المخطط. وفي الأسبوع التالي، أصبحت داينامايت أكثر أغنية لفنان كوري بقاءً في المخطط وأكثر أغنية بقاءً في قمة مخطط الأغاني الرقمية على التوالي. وعلى الرغم من أن الأغنية تم إصدارها في 2020، إلا أن داينامايت كانت الأغنية رقم واحد والأكثر استماعاً عالمياً في ابل ميوزك في 2021. وكانت هي الأغنية الوحيدة في القائمة لفنان كوري بجانب أغنية بي تي اس الأخرى، Butter التي احتلت المركز الحادي والعشرين. متفوقةً بذلك على أغانٍ أخرى تم إصدارها في 2021 من فنانين مثل اوليفيا رودريغو، اريانا غراندي، جاستن بيبر، دوجا كات وغيرهم.

## الإنجازات
في حفل جوائز القرامي الثالث والستون، كان لداينامايت الفضل في تلقي بي تي اس أول ترشيح لهم في جوائز القرامي في فئة أفضل أداء بوب ثنائي/ لفرقة. جاعلة من بي تي اس أول فنان بوب كوري في التاريخ يتم ترشيحه لهذه الجائزة. كما أن داينامايت حققت 32 فوزاً في البرامج الموسيقية في كوريا.

### الأرقام القياسية
| السنة | المنظمة                       | الرقم القياسي                                                           | المصدر |
| ----- | ----------------------------- | ----------------------------------------------------------------------- | ------ |
| 2020  | موسوعة غينيس للأرقام القياسية | أكثر فيديو مشاهدةً في اليوتيوب في أول 24 ساعة من إصداره                  | [ 76 ] |
| 2020  | موسوعة غينيس للأرقام القياسية | أكثر فيديو موسيقي مشاهدةً في اليوتيوب في أول 24 ساعة من إصداره           | [ 76 ] |
| 2020  | موسوعة غينيس للأرقام القياسية | أكثر فيديو لفنان بوب كوري مشاهدةً في اليوتيوب في أول 24 ساعة من إصداره   | [ 76 ] |
| 2020  | موسوعة غينيس للأرقام القياسية | أكثر عدد لمشاهدات حية في الوقت ذاته لفيديو في يوتيوب                    | [ 77 ] |
| 2020  | موسوعة غينيس للأرقام القياسية | أكثر عدد مشاهدين لعرض أول لفيديو موسيقي في يوتيوب                       | [ 78 ] |
| 2021  | موسوعة غينيس للأرقام القياسية | أكثر عدد أسابيع في مخطط بيلبورد هوت 100 لفنان كوري                      | [ 79 ] |
| 2021  | موسوعة غينيس للأرقام القياسية | أكثر أغنية بقاءً في المركز الأول في مخطط بيلبورد لمبيعات الأغاني الرقمية | [ 79 ] |

### الجوائز والترشيحات
| السنة | الجهة                              | الجائزة/الترشيح              | فوز | المصدر  |
| ----- | ---------------------------------- | ---------------------------- | --- | ------- |
| 2020  | جوائز آسيا الفنية                  | أغنية السنة                  |     | [ 80 ]  |
| 2020  | حفل جوائز جيني الموسيقية           | أفضل سينغل-رقص               |     | [ 81 ]  |
| 2020  | حفل جوائز تسجيلات اليابان          | جائزة الموسيقى الدولية       |     | [ 82 ]  |
| 2020  | حفل جوائز ميلون الموسيقي           | أفضل رقصة - ذكور             |     | [ 83 ]  |
| 2020  | حفل جوائز ميلون الموسيقي           | أغنية السنة                  |     | [ 83 ]  |
| 2020  | حفل جوائز إمنيت (ماما)             | أفضل أداء راقص - فرقة ذكور   |     | [ 84 ]  |
| 2020  | حفل جوائز إمنيت (ماما)             | أفضل فيديو موسيقي            |     | [ 84 ]  |
| 2020  | حفل جوائز إمنيت (ماما)             | أغنية السنة                  |     | [ 84 ]  |
| 2020  | حفل جوائز ام تي في اوروبا          | أفضل أغنية                   |     | [ 85 ]  |
| 2020  | حفل جوائز ام تي في اوروبا          | أفضل بوب                     |     | [ 86 ]  |
| 2020  | حفل جوائز ام تي في اليابان         | أفضل فيديو لفرقة - دولياً     |     | [ 87 ]  |
| 2020  | حفل جوائز ام تي في اليابان         | أفضل فيديو في السنة          |     | [ 88 ]  |
| 2020  | حفل جوائز خيار الشعب               | أغنية 2020                   |     | [ 89 ]  |
| 2020  | حفل جوائز خيار الشعب               | الفيديو الموسيقي لـ 2020     |     | [ 89 ]  |
| 2021  | حفل جوائز البيلبورد                | أفضل أغنية مبيعاً             |     | [ 90 ]  |
| 2021  | حفل جوائز BreakTudo                | أفضل فيديو دولياً             |     | [ 91 ]  |
| 2021  | حفل جوائز مخطط غاون                | أغنية السنة                  |     | [ 92 ]  |
| 2021  | حفل جوائز القرص الذهبي             | أفضل أغنية رقمية (البونسانغ) |     | [ 93 ]  |
| 2021  | حفل جوائز القرص الذهبي             | ديجيتال ديسانغ               |     | [ 94 ]  |
| 2021  | حفل جوائز القرامي                  | أفضل أداء بوب لثنائي/فرقة    |     | [ 95 ]  |
| 2021  | حفل جوائز آي هارت راديو الموسيقية  | أفضل فيديو موسيقي            |     | [ 96 ]  |
| 2021  | حفل جوائز آي هارت راديو الموسيقية  | تصميم رقصة فيديو المفضل      |     | [ 96 ]  |
| 2021  | حفل جوائز القرص الذهبي اليابان     | أفضل 5 أغان بالاستماعات      |     | [ 97 ]  |
| 2021  | حفل جوائز القرص الذهبي اليابان     | أغنية السنة بالتنزيلات       |     | [ 97 ]  |
| 2021  | حفل جوائز القرص الذهبي اليابان     | أغنية السنة بالاستماعات      |     | [ 97 ]  |
| 2021  | حفل جوائز اختيار الأطفال نكلوديون  | الأغنية المفضلة              |     | [ 98 ]  |
| 2021  | حفل جوائز الموسيقى الكورية         | أفضل أغنية بوب               |     | [ 99 ]  |
| 2021  | حفل جوائز الموسيقى الكورية         | أغنية السنة                  |     | [ 99 ]  |
| 2021  | حفل جوائز إم تي في الأغاني المصورة | أغنية السنة                  |     | [ 100 ] |
| 2021  | حفل جوائز MYX                      | الفيديو الدولي المفضل        |     | [ 101 ] |
| 2021  | حفل جوائز Rockbjörnen              | أغنية السنة الأجنبية         |     | [ 102 ] |
| 2021  | حفل جوائز سول للموسيقى             | أفضل أغنية                   |     | [ 103 ] |